# Josh Morrissey
Joshua Thomas „Josh“ Morrissey (* 28. März 1995 in Calgary, Alberta) ist ein kanadischer Eishockeyspieler, der seit Oktober 2013 bei den Winnipeg Jets in der National Hockey League unter Vertrag steht und dort auf der Position des Verteidigers spielt.

## Karriere

### Jugend
Josh Morrissey wurde in Calgary geboren und spielt in seiner Jugend für die dort ansässigen Calgary Royals. Sein jüngerer Bruder Jake (* 1997) spielt ebenfalls Eishockey, auf der Position des Torhüters. 2010 wurde Josh Morrissey im Bantam Draft der Western Hockey League (WHL) an sechster Position von den Prince Albert Raiders ausgewählt, nachdem er alle Verteidiger seine Altersklasse in der Provinz Alberta der Saison 2009/10 in Scorerpunkten angeführt hatte. Aus Altersgründen absolvierte Morrissey auch die Spielzeit 2010/11 bei den Royals, ehe er zu den Raiders stieß und dort zum Ende der Saison sein WHL-Debüt gab.

### Western Hockey League
Als Rookie erzielte er in seiner ersten kompletten WHL-Saison 38 Scorerpunkte in 68 Spielen und führte damit alle Abwehrspieler seines Teams an. Zudem nahm er mit dem Team Canada Pacific an der World U-17 Hockey Challenge 2012 teil und erreichte dort den fünften Platz, ehe er zum Aufgebot der U18-Nationalmannschaft Kanadas gehörte, die bei der U18-Weltmeisterschaft 2012 die Bronzemedaille gewann. Im gleichen Jahr vertrat er sein Land auch beim Ivan Hlinka Memorial Tournament, bei dem das Team die Goldmedaille errang. In der folgenden Saison 2012/13, seinem Draft-Jahr, wurde Morrissey mit 47 Scorerpunkten wieder bester Abwehrspieler seines Teams und war erneut Teil der U18-Auswahl, die bei der U18-Weltmeisterschaft die Goldmedaille gewann. Bei dieser U18-WM führte er alle Spieler in der Plus/Minus-Statistik (+10) sowie alle Verteidiger in Toren (3) und Punkten (7) an. Ferner wurde Morrissey als Spieler der Raiders mit der Daryl K. (Doc) Seaman Trophy sowie dem CHL Scholastic Player of the Year Award ausgezeichnet und nahm am CHL Top Prospects Game teil. Im anschließenden NHL Entry Draft 2013 wurde der Verteidiger in der ersten Runde an 13. Position von den Winnipeg Jets ausgewählt, die ihn im Oktober gleichen Jahres mit einem Einstiegsvertrag ausstatteten.
Vorerst kehrte Morrissey jedoch für eine weitere Saison zu den Raiders zurück, wobei er mit 28 Toren (Saisonbestwert für Verteidiger der Liga) und 45 Vorlagen persönliche Höchstwerte erreichte. Zudem vertrat er sein Heimatland über den Jahreswechsel erstmals im U20-Bereich und belegte dabei mit der kanadischen Auswahl den vierten Platz bei der U20-Weltmeisterschaft 2014. Nach dem Ende der WHL-Saison wurde er ins WHL East First All-Star Team gewählt und wenig später erstmals in den Kader der St. John’s IceCaps berufen, dem Farmteam der Winnipeg Jets aus der American Hockey League (AHL). Dort gab der Kanadier wenig später sein Profi-Debüt und erreichte mit den IceCaps das Finale um den Calder Cup, in dem man jedoch den Texas Stars unterlag. In der folgenden Vorbereitung auf die Saison 2014/15 wurde Morrissey überraschend schnell aus dem möglichen NHL-Aufgebot aussortiert – nach eigener Aussage aufgrund fehlender Fitness – und kehrte somit für ein weiteres Jahr in die WHL zurück.
Dies begann er in Prince Albert, wurde jedoch im Dezember 2014 in einem mehrere Spieler und Draft-Wahlrechte umfassenden Tauschgeschäft an die Kelowna Rockets abgegeben. Nachdem er über den Jahreswechsel bei der U20-Weltmeisterschaft 2015 die Goldmedaille errungen hatte und ins All-Star Team des Turniers gewählt worden war, gewann er mit den Kelowna Rockets auch die Meisterschaft der WHL und somit den Ed Chynoweth Cup, wobei er selbst ins WHL West Second All-Star Team berufen wurde. Damit gleichbedeutend war die Teilnahme am Memorial Cup 2015, in dem die Rockets im Finale an den Oshawa Generals scheiterten.

### Winnipeg Jets
Mit dem Ende der Saison 2014/15 wechselte Morrissey endgültig in die Organisation der Winnipeg Jets und verbrachte nahezu die gesamte Spielzeit 2015/16 bei deren neuen Farmteam, den Manitoba Moose aus der AHL. Im März 2016 wurde der Verteidiger allerdings erstmals ins Aufgebot der Jets berufen und debütierte in der Folge in der National Hockey League (NHL). Mit Beginn der Folgesaison 2016/17 etablierte sich Morrissey im Kader der Jets und verpasste in dieser Spielzeit keines der 82 Pflichtspiele. Anschließend debütierte er für die kanadische A-Nationalmannschaft bei der Weltmeisterschaft 2017 und gewann dort mit dem Team die Silbermedaille.
Im September 2019 unterzeichnete Morrissey einen neuen Achtjahresvertrag in Winnipeg, der ihm ein durchschnittliches Jahresgehalt von 6,25 Millionen US-Dollar einbringen soll. In der Saison 2022/23 steigerte er seine persönliche Offensivstatistik deutlich auf 76 Punkte in 78 Partien, sodass er einen Punkteschnitt von 1,0 pro Spiel nur knapp verpasste. Ligaweit platzierte er sich damit unter den Abwehrspielern auf dem zweiten Rang hinter Erik Karlsson (101 Punkte), während seine 76 Punkte den bisherigen Franchise-Rekord auf seiner Position von Dustin Byfuglien (56 Punkte in der Saison 2013/14) deutlich übertrafen.

## Erfolge und Auszeichnungen
| - 2013 Teilnahme am CHL Top Prospects Game - 2013 Daryl K. (Doc) Seaman Trophy - 2013 CHL Scholastic Player of the Year - 2014 WHL East First All-Star Team | - 2015 Ed-Chynoweth-Cup-Gewinn mit den Kelowna Rockets - 2015 WHL West Second All-Star Team - 2023 Teilnahme am NHL All-Star Game |

### International
| - 2012 Bronzemedaille bei der U18-Weltmeisterschaft - 2012 Goldmedaille beim Ivan Hlinka Memorial Tournament - 2013 Goldmedaille bei der U18-Weltmeisterschaft | - 2015 Goldmedaille bei der U20-Weltmeisterschaft - 2017 Silbermedaille bei der Weltmeisterschaft - 2025 Gewinn des 4 Nations Face-Off |

## Karrierestatistik
Stand: Ende der Saison 2024/25

### International
Vertrat Kanada bei:
| - World U-17 Hockey Challenge 2012 - U18-Junioren-Weltmeisterschaft 2012 - Ivan Hlinka Memorial Tournament 2012 - U18-Junioren-Weltmeisterschaft 2013 | - U20-Junioren-Weltmeisterschaft 2014 - U20-Junioren-Weltmeisterschaft 2015 - Weltmeisterschaft 2017 - 4 Nations Face-Off 2025 |

(Legende zur Spielerstatistik: Sp oder GP = absolvierte Spiele; T oder G = erzielte Tore; V oder A = erzielte Assists; Pkt oder Pts = erzielte Scorerpunkte; SM oder PIM = erhaltene Strafminuten; +/− = Plus/Minus-Bilanz; PP = erzielte Überzahltore; SH = erzielte Unterzahltore; GW = erzielte Siegtore; 1 Play-downs/Relegation; Kursiv: Statistik nicht vollständig)